# Animal nocturn

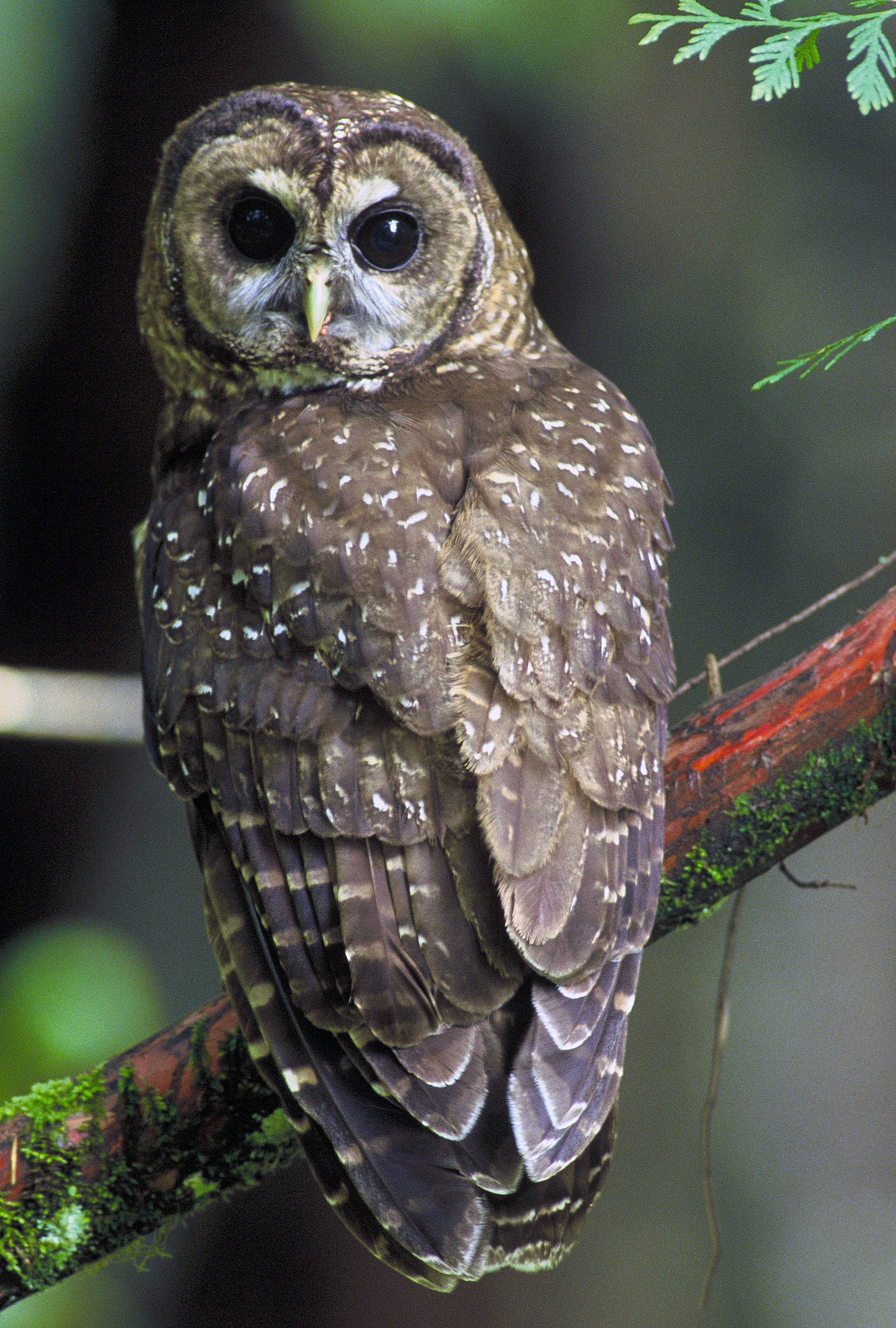
Els mussols són típics animals nocturns, si bé algunes poques espècies són també actives de dia.

Un animal nocturn és aquell caracteritzat per ser actiu de nit i dormir de dia. El contrari faria l'animal diürn i altra possibilitat seria la del crepuscular. Algunes espècies són actives tant de dia com de nit. La vida a la nit es pot considerar com una manera d'explotació d'un nínxol ecològic, no en funció dels recursos, sinó del temps, és a dir, la divisió temporal del nínxol. També pot ser vist com una forma de cripsi, és a dir, una adaptació per evitar ser caçat o millorar la capacitat com a depredador. Hi ha altres raons per adoptar la nocturnitat, com pot ser, fugir de la calor del dia. Això és especialment interessant als deserts, on aquesta adaptació permet a molts animals nocturns minimitzar la pèrdua de la preciosa aigua durant el calorós i sec dia. Es tracta d'una adaptació biològica relacionada amb l'osmoregulació.
Moltes de les espècies de vida diürna, com ara moltes aus i tortugues marines, realitzen de nit determinats actes, com ara l'aproximació a terra per acudir a les colònies o llocs de cria, per tal de reduir el risc de depredació sobre elles o sobre llurs cries.
Els animals nocturns, en general, tenen molt desenvolupat els sentits de l'oïda i l'olfacte, i la vista amb especials adaptacions. Als parcs zoològics, els animals nocturns es mantenen habitualment en recintes especials que imiten la il·luminació nocturna, per invertir el seu cicle habitual de son-vigília i per mantenir-los actius durant les hores de visita del públic. Alguns animals, com els gats, tenen ulls que es poden acomodar a diferents nivells d'il·luminació. D'altres, per exemple, gàlags i ratpenats, tenen uns ulls molt especialitzats en la visió nocturna, i no funcionen bé de dia.